# Sinpung (metropolitana di Seul)
Sinpung (신풍역 - 新豊驛, Sinpung-nyeok ) è una stazione della metropolitana di Seul servita dalla linea 7 della metropolitana di Seul. Si trova nel quartiere di Yeongdeungpo-gu, a sud rispetto al centro della città.

## Linee
SMRT
● Linea 7 (Codice: 743)

## Struttura
La stazione è realizzata sottoterra, e possiede due marciapiedi laterali con due binari con porte di banchina a piena altezza e ascensori. Sono presenti due aree tornelli e 6 uscite in superficie.
| Direzione Jangam            | ● Linea 7 | per Isu, Express Bus Terminal, Geondae-ipgu, Nowon e Jangam |
| Direzione Bupyeong-gucheong | ● Linea 7 | per Daerim, Onsu e Bupyeong-gucheong                        |

## Stazioni adiacenti
| «       | Servizio | »       |
| Linea 7 | Linea 7  | Linea 7 |
| ------- | -------- | ------- |
| Boramae | -        | Daerim  |